# Абаимово
Абаимово — село в составе Лопатинского сельсовета Сергачского района Нижегородской области. В составе села числится 3 улицы: Заовражная, Молодёжная, Октябрьская.

## География
Село располагается между рекой Подгоркою (с запада) и ручьём Студёным (с востока), которые соединяются чуть севернее села и впадают в реку Пица. Находится в 22 км к юго-западу от районного центра — города Сергач, и в 135 км к юго-востоку от Нижнего Новгорода. Высота центра селения над уровнем моря — 147 м.

## Название
Название села происходит от эрзянского имени Абаим.

## Население
| 2002 | 2010 |
| ---- | ---- |
| 251  | ↘145 |